# The Sunday Times
The Sunday Times er navnet på flere engelsksprogede søndagsaviser rundt om i verden. I Storbritannien er det en ugentlig avis der så dagens lys i 1821 og som i indhold og format minder om Weekendavisen.
| Anime eller manga | Spire Denne artikel om medie og kommunikation er en spire som bør udbygges. Du er velkommen til at hjælpe Wikipedia ved at udvide den. |